# 11月25日
11月25日（じゅういちがつにじゅうごにち）は、グレゴリオ暦で年始から329日目（閏年では330日目）にあたり、年末まであと36日ある。

## できごと
- 1034年 - スコットランド王マルカム2世が反対派に殺害される。孫のダンカン1世が即位。
- 1120年 - ホワイトシップの遭難。イングランド王子ウィリアム・アデリンほか、多数の王族・貴族が死亡。
- 1177年 - モンジザールの戦い。ボードゥアン4世率いるエルサレム王国軍がサラーフッディーン率いるアイユーブ朝軍を破った。
- 1554年（天文23年11月1日） - 尼子晴久が尼子国久、誠久親子ら新宮党幹部を粛清。
- 1795年 - 第三次ポーランド分割: ポーランド王スタニスワフ・アウグスト・ポニャトフスキが強制的に退位させられ、ロシアへ亡命。
- 1851年 - 北アメリカ初のYMCAが、カナダのモントリオールで開設される[1]。
- 1867年 - アルフレッド・ノーベルがダイナマイトの特許を取得。
- 1876年 - 福澤諭吉の『学問のすゝめ』最終刊・第17篇が刊行。
- 1892年 - パリのソルボンヌ大学での講演で、ピエール・ド・クーベルタンがオリンピックの復活を提唱。
- 1905年 - ヒューゴー・ガーンズバックが世界初の大衆無線機テリムコを発売。
- 1920年 - 日本海軍の戦艦「長門」が竣工。
- 1921年 - 皇太子裕仁親王（後の昭和天皇）が摂政に就任。
- 1931年 - 平凡社が「大百科事典」を刊行開始。
- 1934年 - 長崎県の松島炭鉱の坑道が水没（鉱区は海底下に広がっていた）。54人死亡[2]。
- 1935年 - 福島県桧原湖で渡船が沈没、乗客ら14人が死亡[3]。
- 1936年 - 日本とドイツが日独防共協定に調印。
- 1940年 - ウッディー・ウッドペッカーが『キツツキと熊一家』で初登場。
- 1944年 - 重巡洋艦「熊野」が航空機の攻撃により、沈没。
- 1947年 - 赤狩り: アメリカ映画協会のエリック・ジョンソン代表が、ハリウッド・ブラックリストに掲載された「ハリウッド・テン」の10人について共産主義者の嫌疑が晴れるまで雇用しないと声明。
- 1947年 - 第1回共同募金が始まる。初年度は約6億円の募金が集まった[4]。
- 1949年 - 金融業『光クラブ』の経営者・山崎晃嗣が青酸カリを前夜遅く服毒し自殺。（光クラブ事件）
- 1952年 - アガサ・クリスティの戯曲『ねずみとり』が初演。
- 1952年 - 大阪讀賣新聞が創刊。
- 1953年 - サッカーイングランド代表がハンガリー代表に敗れ、ヨーロッパ大陸のチームにホームで初の黒星を喫する。
- 1958年 - フランス領スーダンが自治権を獲得。
- 1960年 - ドミニカ共和国で反独裁政権運動家のミラバル姉妹が殺害される。（女性に対する暴力廃絶のための国際デー）
- 1965年 - コンゴ民主共和国でジョゼフ＝デジレ・モブツがクーデターを起こし、独立以来続いてきた混乱（コンゴ動乱）が事実上終結[5]。
- 1970年 - 三島由紀夫が市ヶ谷の自衛隊・東部方面総監部で割腹自決。（三島事件）
- 1970年 - 静岡県の東伊豆道路を走行中の観光バスに落石が直撃。バスは路外へ20ｍ転落して死者6人、重軽傷者21人[6]。
- 1973年 - 五島勉著『ノストラダムスの大予言』の初版が刊行される。
- 1975年 - スリナムがオランダから独立。
- 1977年 - フィリピンの軍事法廷がベニグノ・アキノ・ジュニアに対し死刑判決。
- 1986年 - バーレーンとサウジアラビアを結ぶ海上橋・キング・ファハド・コーズウェイが開通。
- 1986年 - 有楽町三億円事件が起こる。
- 1999年 - ハッブル宇宙望遠鏡の6台ある姿勢制御用ジャイロスコープのうち4台目が故障し、観測不能に陥る。
- 2001年 - アメリカ国土安全保障省が発足。
- 2001年 - 「アメリカ人ターリバーン兵」ジョン・ウォーカー・リンド（英語版）が米軍に捕らえられる。
- 2005年 - 民主党が、公共政策プラットフォーム （政党シンクタンク）を設立。
- 2009年 - ドバイ・ショックが起こる。
- 2018年 - イギリスの欧州連合離脱：EUの臨時首脳会議で、イギリスが離脱する条件を定めた協定などで正式合意[7]。
- 2018年 - 黒海とアゾフ海を結ぶケルチ海峡で、ロシアの国境警備隊艦がウクライナの艦船を拿捕（ケルチ海峡事件）[8]。
- 2023年 - ヴィッセル神戸がJ1リーグ初優勝。
- 2024年 - DHL機のB737が墜落、1人死亡[9]。
- 2024年 - 岡山県の吉備中央町で全国初のPFAS(有機フッ素化合物)公費血液検査開始。

## 誕生日

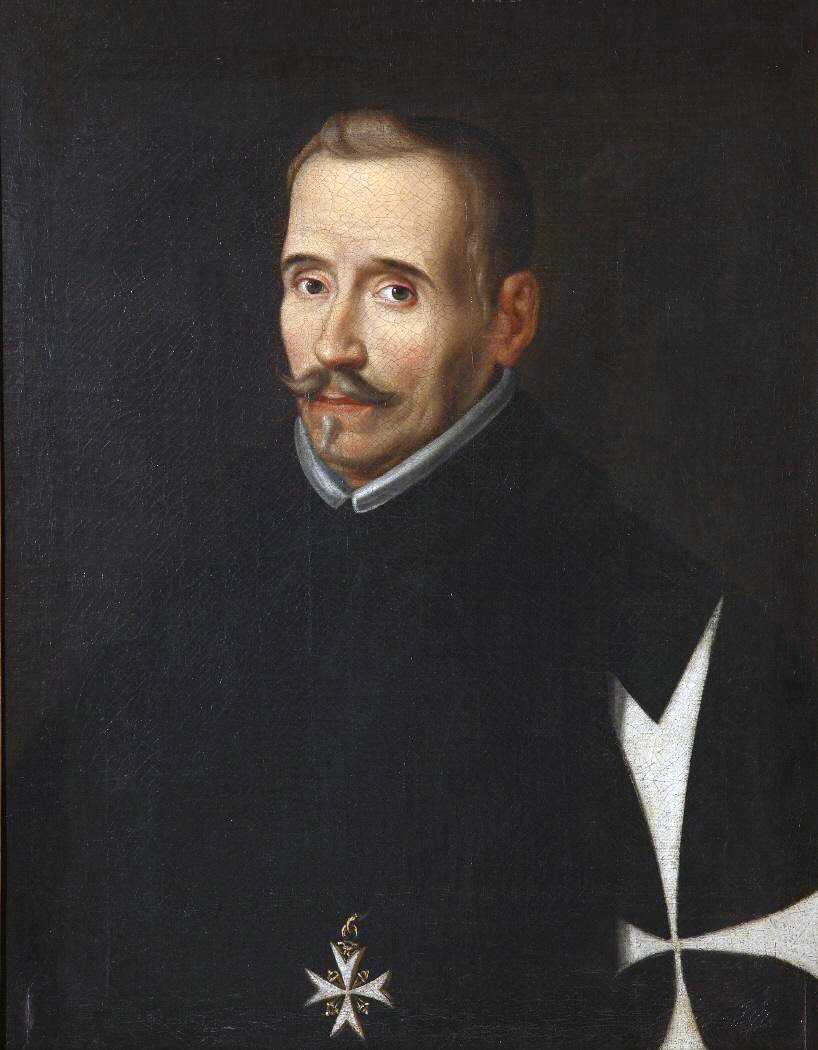
スペイン黄金世紀時代に人気を博した劇作家、 ロペ・デ・ベガ(1562-1635)誕生

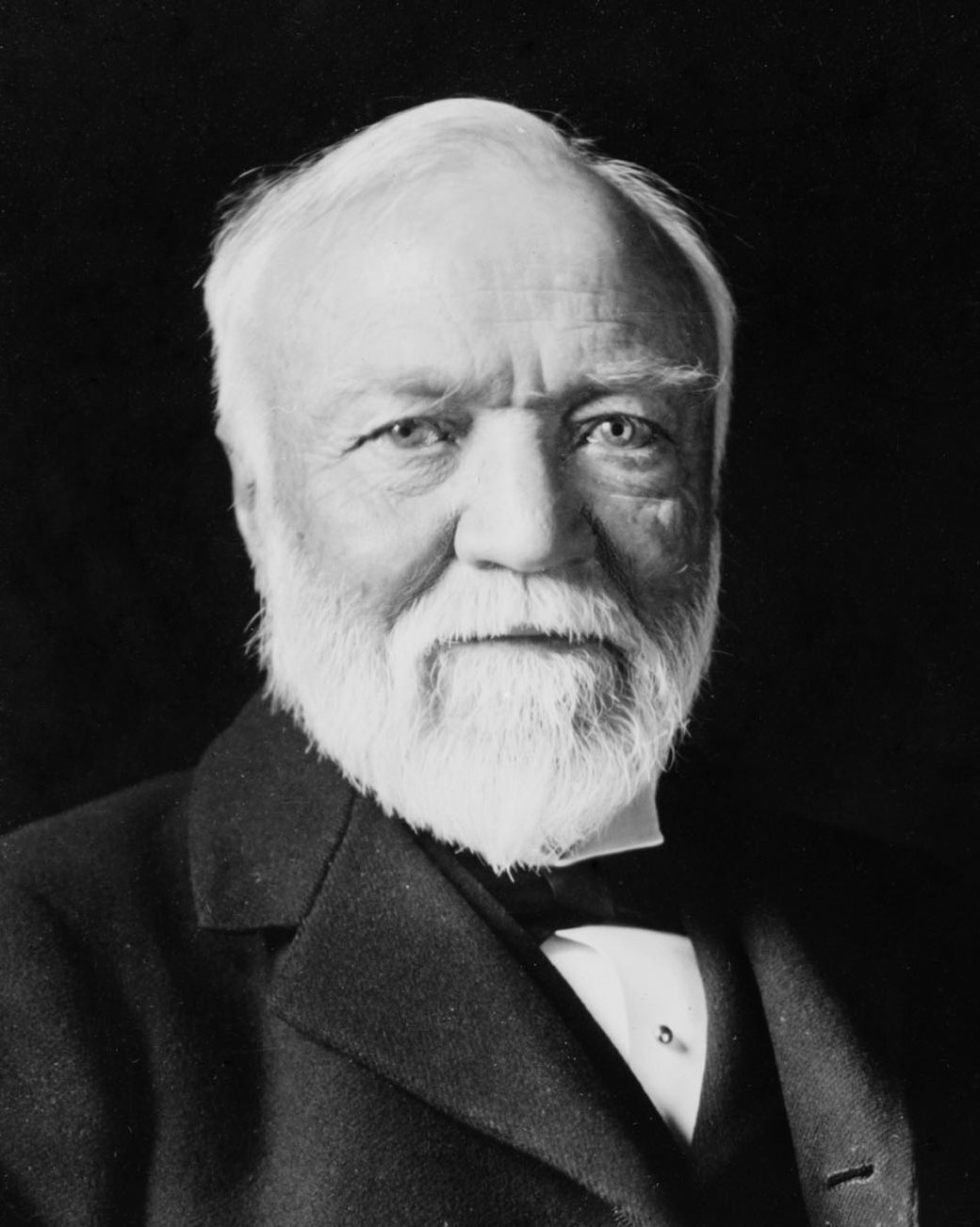
“鋼鉄王”、 アンドリュー・カーネギー(1835-1919)誕生

- 1562年 - ロペ・デ・ベガ、劇作家（+ 1635年）
- 1579年 （天正7年11月7日） - 毛利秀元、長府藩主 （+ 1650年）
- 1609年 （慶長14年10月29日） - 山内忠豊、土佐藩主 （+ 1669年）
- 1618年 （元和4年10月9日） - 大村純信、大村藩主 （+ 1650年）
- 1738年 - トマス・アプト、哲学者（+ 1766年）
- 1750年 （寛延3年10月27日） - 松平勝全、多古藩主 （+ 1796年）
- 1758年 （宝暦8年10月25日） - 石川総純、亀山藩主 （+ 1776年）
- 1798年 （寛政10年10月18日） - 関成煥、新見藩主 （+ 1855年）
- 1805年 （文化3年10月5日） - 井上正春、浜松藩主 （+ 1847年）
- 1814年 - ユリウス・ロベルト・フォン・マイヤー、物理学者（+ 1878年）
- 1835年 - アンドリュー・カーネギー、実業家（+ 1919年）
- 1844年 - カール・ベンツ、技術者（+ 1929年）
- 1856年 - セルゲイ・タネーエフ、作曲家（+ 1915年）
- 1857年 - フィリッポ・トゥラーティ、社会主義運動家（+ 1932年）
- 1870年 - モーリス・ドニ、画家、著述家（+ 1943年）
- 1876年 - ヴィクトリア・メリタ・オブ・サクス＝コバーグ＝ゴータ、ヘッセン大公妃、ロシア大公妃（+ 1936年）
- 1881年 - ヨハネ23世、第261代ローマ教皇（+ 1963年）
- 1887年 - ニコライ・ヴァヴィロフ、植物学者、遺伝学者（+ 1943年）
- 1891年 - 大錦卯一郎、大相撲第26代横綱（+ 1941年）
- 1891年 - 米川正夫、ロシア文学者（+ 1965年）
- 1892年 - 中澤不二雄、元野球選手（+ 1965年）
- 1895年 - ヴィルヘルム・ケンプ、ピアニスト（+ 1991年）
- 1895年 - アナスタス・ミコヤン、政治家、ソビエト連邦首相（+ 1978年）
- 1896年 - ヴァージル・トムソン、作曲家（+ 1989年）
- 1900年 - ルドルフ・フェルディナント・ヘス、アウシュヴィッツ＝ビルケナウ強制収容所所長（+ 1947年）
- 1901年 - シェルイ・ティボール、作曲家（+ 1978年）
- 1901年 - 宮崎奕保、僧（+ 2008年）
- 1904年 - リリアン・コープランド、陸上競技選手（+ 1964年）
- 1904年 - 巴金、小説家、翻訳家（+ 2005年）
- 1911年 - クルト・リュートゲン、児童文学作家（+ 1992年）
- 1914年 - ジョー・ディマジオ 、プロ野球選手（+ 1999年）
- 1915年 - アウグスト・ピノチェト、政治家、チリ大統領（+ 2006年）
- 1916年 - 佐藤進一、歴史学者（+ 2017年）
- 1920年 - リカルド・モンタルバン、俳優（+ 2009年）
- 1921年 - 武宮敏明、元プロ野球選手（+ 2010年）
- 1921年 - 佐々木喜久治、政治家、元秋田県知事（+ 2008年）
- 1924年 - ポール・デスモンド、ジャズサクソフォーン奏者（+ 1977年）
- 1924年 - 吉本隆明、詩人、思想家（+ 2012年）
- 1924年 - 岩崎久太郎、元プロ野球選手
- 1926年 - ポール・アンダースン、SF作家（+ 2001年）
- 1926年 - テリー・キルバーン、元子役
- 1926年 - 李政道、物理学者
- 1926年 - 浜田義雄、元プロ野球選手（+ 2012年）
- 1931年 - ナット・アダレイ、ジャズコルネット奏者（+ 2000年）
- 1932年 - 土屋弘光、元プロ野球選手
- 1934年 - 西村貞朗、元プロ野球選手（+ 2015年）
- 1934年 - 若羽黒朋明、元大相撲力士（+ 1969年）
- 1936年 - 坂本スミ子、歌手、女優（+ 2021年）
- 1937年 - ロナルド・ロバートソン、フィギュアスケート選手（+ 2000年）
- 1939年 - 塩津義雄、元プロ野球選手
- 1940年 - 池内紀、ドイツ文学者、エッセイスト（+ 2019年[10]）
- 1941年 - 龍隆行、元プロ野球選手（+ 2017年）
- 1942年 - 桑田勇、プロボクサー
- 1943年 - 高松しげお、俳優、漫才師
- 1945年 - 五十嵐英夫、元プロ野球選手
- 1947年 - 坂井隆憲、政治家（+ 2017年）
- 1947年 - 戸野広浩司、俳優（+ 1972年）
- 1948年 - 市川準、映画監督（+ 2008年）
- 1949年 - 関川夏央、作家、ジャーナリスト
- 1951年 - 大地康雄、俳優
- 1951年 - バッキー・デント、元プロ野球選手
- 1953年 - 結城しのぶ、女優
- 1954年 - 三浦みつる、漫画家
- 1955年 - 赤星昇一郎、俳優
- 1956年 - 舛田紀子、女優、歌手
- 1957年 - 岡田彰布、元プロ野球選手、プロ野球監督
- 1957年 - カテリーナ・ダヴィニオ、詩人、美術家、写真家、映画監督
- 1957年 - 斉藤巧、元プロ野球選手
- 1957年 - トニー・ブリューワ、元プロ野球選手
- 1959年 - 赤坂泰彦、タレント、DJ
- 1959年 - マーク・ハウザー、生物学者
- 1960年 - 南秀憲、元プロ野球選手
- 1960年 - 西正文、元野球選手
- 1962年 - アンドレア・ルケッタ、バレーボール選手
- 1962年 - 坂口博信、ゲームデザイナー
- 1962年 - 寺門ジモン、お笑いタレント（ダチョウ倶楽部）
- 1962年 - 矢野寛樹、元アナウンサー
- 1964年 - 真琴つばさ、元宝塚歌劇団トップスター、女優、歌手
- 1964年 - ムクリズ・マハティール、政治家
- 1965年 - 小澤正澄、作曲家、ミュージシャン（元PAMELAH）
- 1967年 - アンソニー・ネスティ、水泳選手
- 1967年 - 冨岡淳広、脚本家
- 1967年 - 中井和哉、声優
- 1967年 - 前田隆、元プロ野球選手
- 1968年 - 高津臣吾、元プロ野球選手、監督
- 1971年 - クリスティナ・アップルゲイト、女優
- 1971年 - 高橋美鈴、NHKアナウンサー
- 1971年 - 塚地武雅、お笑いタレント（ドランクドラゴン）
- 1971年 - 山越紀子、フリーアナウンサー
- 1973年 - オクタビオ・ドーテル、元プロ野球選手（+ 2025年）
- 1975年 - 平田洋、元プロ野球選手
- 1976年 - エレーナ・ビトリチェンコ、新体操選手
- 1976年 - 伊藤俊吾、ミュージシャン（キンモクセイ）
- 1976年 - 佐々木淳吾、tbcアナウンサー
- 1976年 - ドノバン・マクナブ、アメリカンフットボール選手
- 1977年 - 弓場沙織、女優、声優
- 1978年 - 椎名林檎、シンガーソングライター
- 1978年 - 葉山小姫、元AV女優、元ストリッパー
- 1978年 - 小笠原歩、カーリング選手
- 1979年 - 中村浩一、元プロ野球選手
- 1980年 - 来生ひかり、元AV女優
- 1980年 - 園田賢、プロ雀士
- 1980年 - 村本大輔、お笑いタレント（ウーマンラッシュアワー）
- 1980年 - 石橋幸緒、将棋棋士
- 1980年 - エスターリン・フランコ、元プロ野球選手
- 1980年 - ニック・スウィッシャー、元プロ野球選手
- 1981年 - 米山雄太、俳優
- 1981年 - 李杋浩、元プロ野球選手
- 1981年 - シャビ・アロンソ、元サッカー選手、指導者
- 1981年 - マウリシオ・ショーグン、格闘家
- 1982年 - ミンナ・カウッピ、オリエンテーリング選手
- 1983年 - 伊藤淳史、俳優
- 1983年 - ジョーイ・チェスナット、フードファイター
- 1983年 - 藤山哲隆、元陸上競技選手
- 1984年 - 鎌倉健、元プロ野球選手
- 1984年 - 杉ゆかり、モデル
- 1984年 - 古山かおり、アナウンサー
- 1985年 - 太田雄貴、元フェンシング選手
- 1985年 - 数野健太、元バドミントン選手
- 1985年 - 劉セイラ、声優
- 1985年 - 熱田久美、タレント
- 1986年 - クレイグ・ガードナー、サッカー選手
- 1986年 - 辰巳雄大、俳優（ふぉ〜ゆ〜 ）
- 1986年 - 中村美香、タレント、音楽ユニット、政治活動家（Mika+Rika）
- 1986年 - 中村梨香、タレント、音楽ユニット、政治活動家（Mika+Rika）
- 1987年 - 奥山明日香、タレント（元FANTASISTA）
- 1987年 - 安藤淳也、元サッカー選手
- 1988年 - ジミー・パラデス、プロ野球選手
- 1988年 - 清水圭介、サッカー選手
- 1988年 - みづきまい、グラビアアイドル
- 1988年 - 和久田麻由子、NHKアナウンサー
- 1989年 - 谷川万純、タレント、歌手、作詞家
- 1990年 - 壁谷明音、ファッションモデル
- 1990年 - 月宮みどり、声優
- 1990年 - 山岡みどり、元タレント（元9nine）
- 1990年 - 川相拓也、元プロ野球選手
- 1991年 - 青木愛理、女優
- 1991年 - もものはるな、声優
- 1991年 - 加治屋蓮、プロ野球選手
- 1992年 - 寺部歩美、元野球選手
- 1993年 - ダニー・ケント、オートバイレーサー
- 1993年 - 高樹リサ、ファッションモデル、タレント
- 1993年 - 守屋功輝、元プロ野球選手
- 1994年 - 石綿文太、俳優
- 1994年 - Jude、アイドル、ミュージシャン（BIGSTAR）
- 1994年 - 武藤十夢、タレント、気象予報士（元AKB48）
- 1998年 - 馬瓜ステファニー、バスケットボール選手
- 1999年 - 嘉陽光、声優
- 1999年 - ベナード・コエチ、陸上競技選手
- 2000年 - ショウタロウ、歌手、ダンサー（RIIZE、元NCT）
- 2000年 - 福本莉子、女優
- 2002年 - 鵜澤飛羽、短距離走選手
- 2006年 - 笹井優愛、サッカー選手
- 2006年 - 澁谷純希、プロ野球選手
- 生年不詳 - 牧野芳奈[11]、声優
- 生年不詳 - 大倉彩、声優
- 生年不詳 - 濱野雅嗣、声優
- 生年不詳 - あんべあつし、声優、ナレーター

## 忌日

### 人物

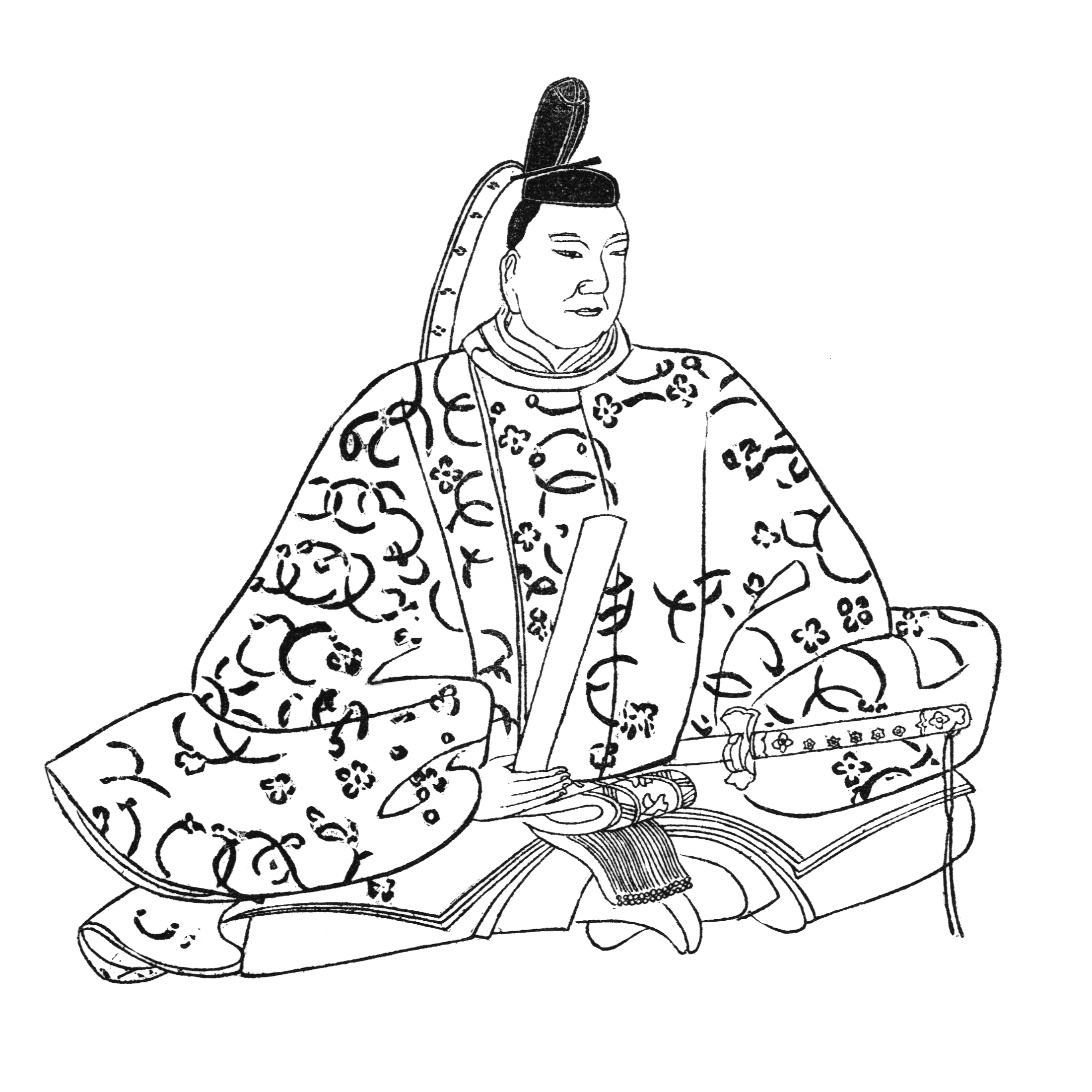
武田氏、佐竹氏などの始祖、源義光(1045-1127)没。

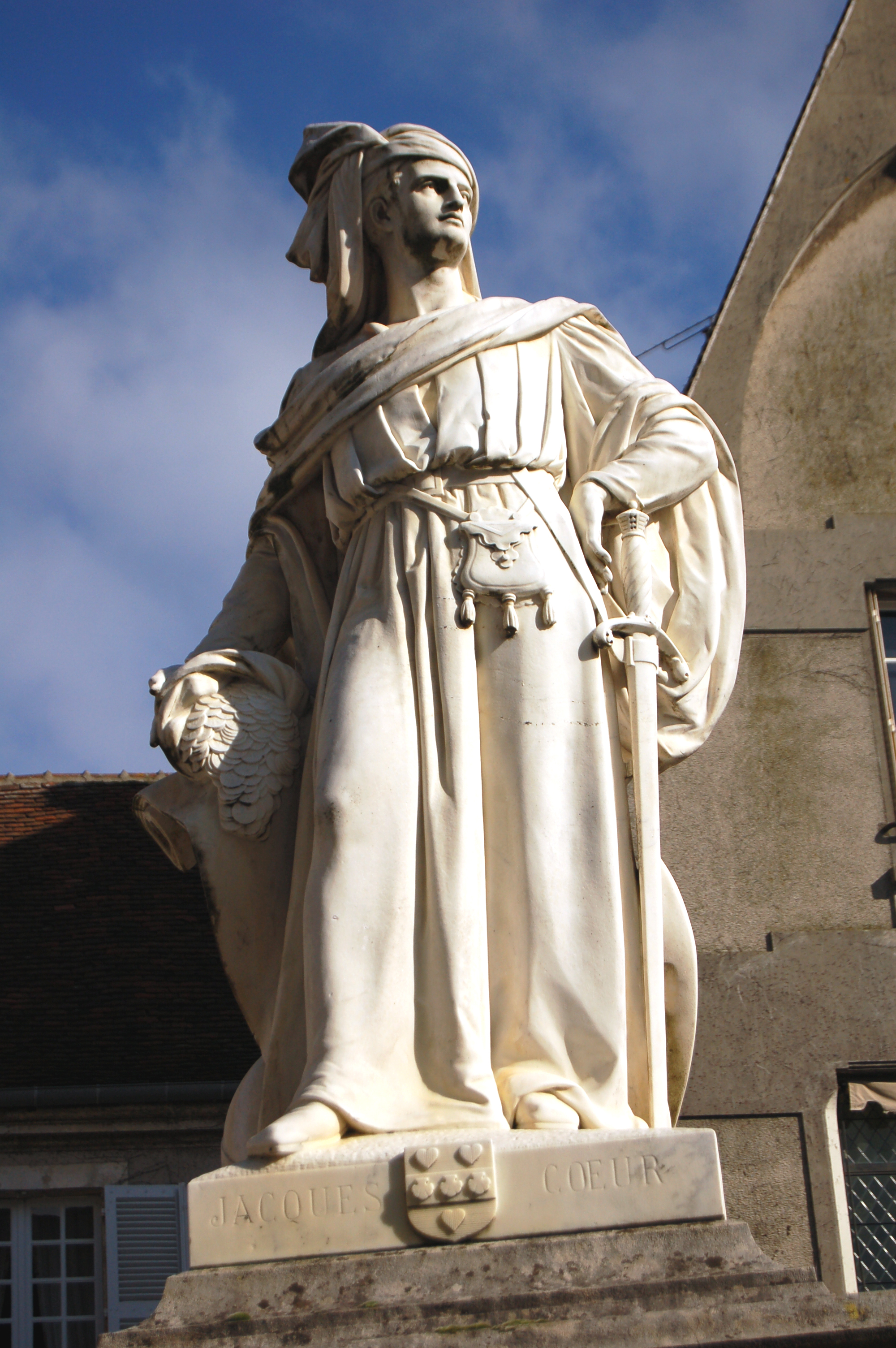
シャルル7世の政商として財を成したジャック・クール(1395-1456)戦死。

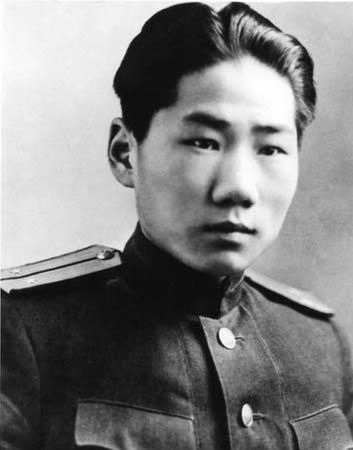
毛沢東長男、毛岸英(1922-1950)、朝鮮戦争で戦死。

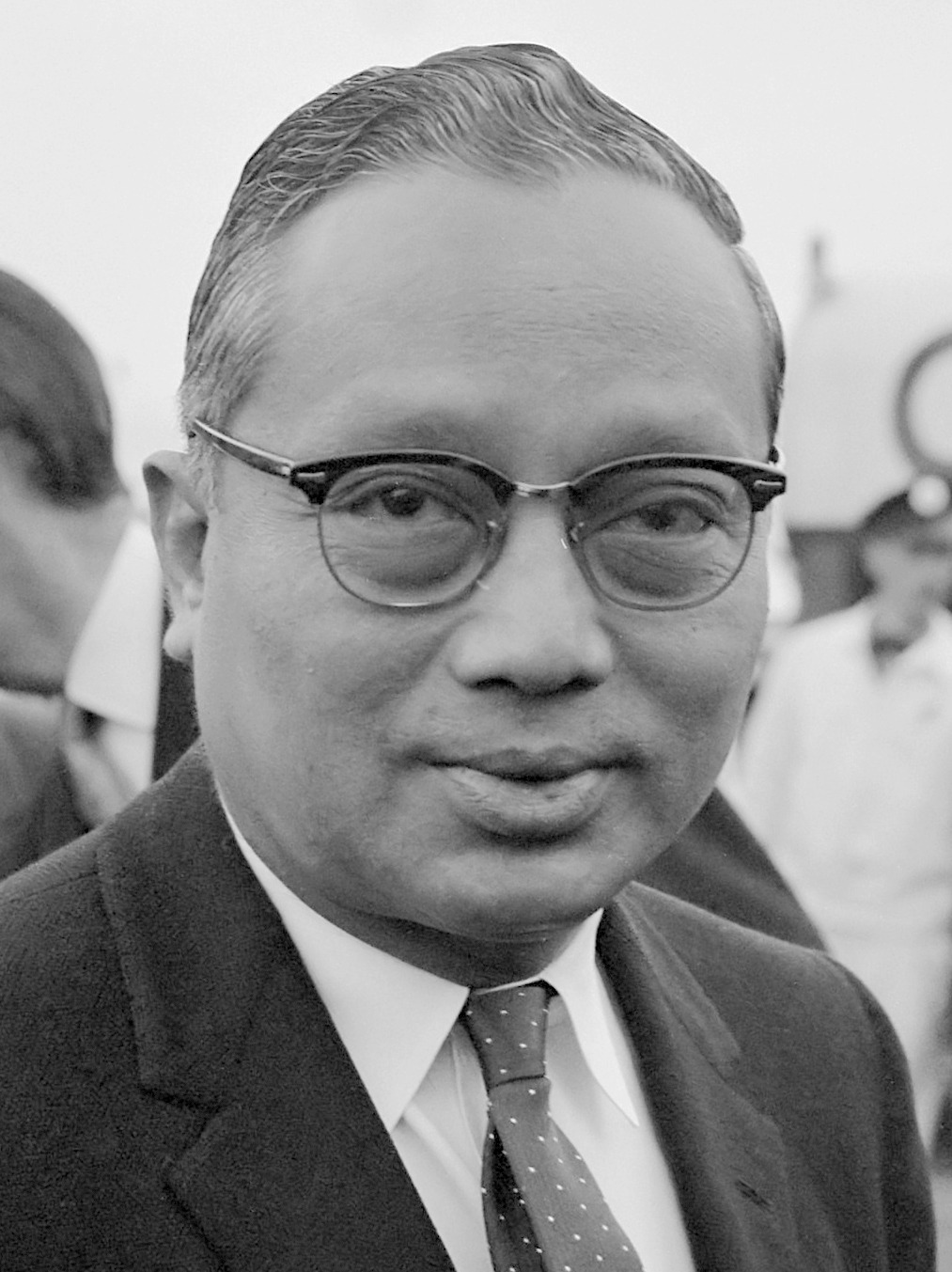
第3代国際連合事務総長、ウ・タント(1909-1974)没。

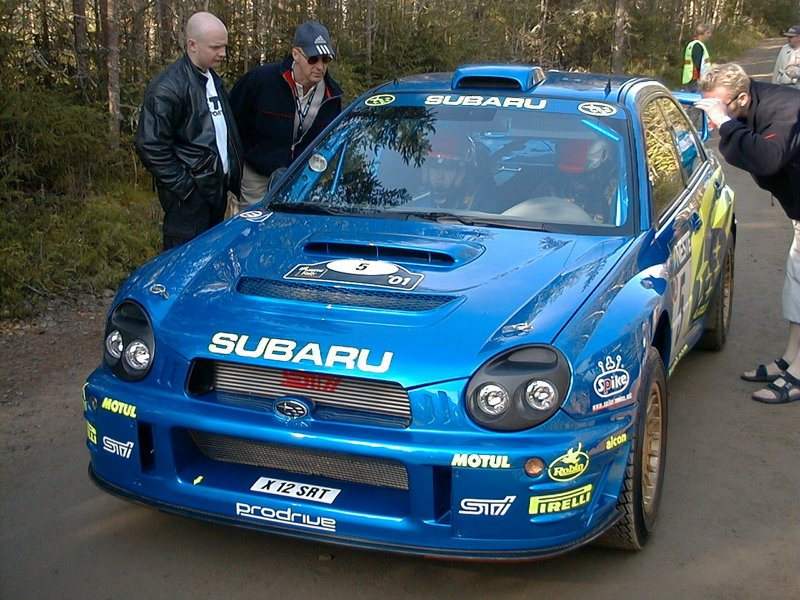
ラリードライバー、リチャード・バーンズ(車中の人物)(1971-2005)病没。

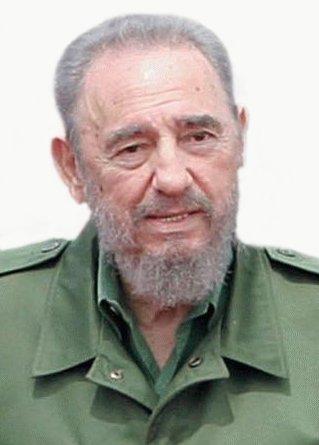
フィデル・カストロ(1926-2016)没。

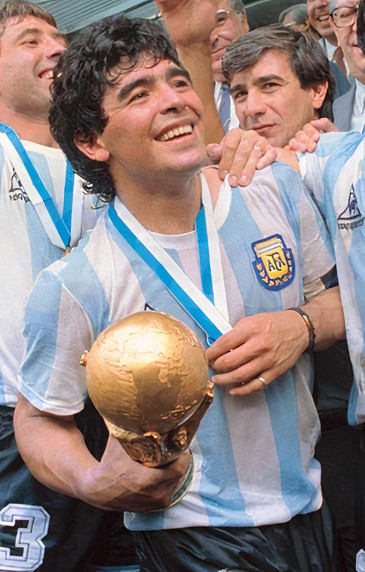
サッカー選手、指導者ディエゴ・マラドーナ(1960-2020)没。

- 728年（神亀5年10月20日） - 美努岡麻呂、貴族（* 661年）
- 1029年（長元2年10月17日）- 藤原公季、平安時代の公卿（* 956年）
- 1034年 - マルカム2世、スコットランド王（* 954年?）
- 1127年（大治2年10月20日）- 源義光、平安時代の武将（* 1045年）
- 1326年（嘉暦元年10月30日） - 惟康親王、鎌倉幕府第7代征夷大将軍（* 1264年）
- 1456年 - ジャック・クール、フランスの貴族（* 1395年）
- 1554年（天文23年11月1日）- 尼子国久、戦国武将（* 1492年）
- 1560年 - アンドレア・ドーリア、コンドッティエーレ（* 1466年）
- 1565年（永禄8年10月23日）- 佐竹義昭、常陸国の戦国大名（* 1531年）
- 1587年（天正15年10月25日）- 新発田重家、戦国武将（* 1547年?）
- 1626年（寛永3年10月7日）- 山名豊国、戦国武将（* 1548年）
- 1710年（宝永7年10月5日）- 井伊直恒、彦根藩主（* 1693年）
- 1755年 - ヨハン・ゲオルク・ピゼンデル、作曲家、ヴァイオリニスト（* 1687年）
- 1756年（宝暦6年11月4日）- 2代目竹田出雲、浄瑠璃作家（* 1691年）
- 1766年 - ヨハン・マリア・ファリナ、香水職人、オーデコロン開発者（* 1685年）
- 1795年（寛政7年10月14日）- 一条輝良、江戸時代の公卿（* 1756年）
- 1801年（享和元年10月20日）- 蜂須賀重喜、徳島藩主（* 1738年）
- 1830年 - ピエール・ロード、ヴァイオリニスト、作曲家（* 1774年）
- 1833年 - ニコラウス・エステルハージ、オーストリアの貴族（* 1765年）
- 1863年（文久3年10月15日）- 祐天仙之助、侠客（* 1820年頃）
- 1881年 - テオバルト・ベーム、ベーム式フルート開発者（* 1794年）
- 1884年 - マティルデ・フランツィスカ・アネケ、女性解放運動家（* 1817年）
- 1884年 - ヘルマン・コルベ、化学者（* 1818年）
- 1885年 - トーマス・A・ヘンドリックス、第21代アメリカ合衆国副大統領（* 1819年）
- 1885年 - アルフォンソ12世、スペイン王（* 1857年）
- 1887年 - J・J・バッハオーフェン、法学者、文化人類学者（* 1815年）
- 1889年 - 伊達宗紀、宇和島藩主（* 1792年?）
- 1901年 - ヨーゼフ・ラインベルガー、作曲家、オルガニスト（* 1839年）
- 1909年 - 浜村蔵六 (五世)、篆刻家（* 1866年）
- 1915年 - ミシェル・ブレアル、言語学者、比較神話学者（* 1832年）
- 1925年 - ラーマ6世、タイ国王（* 1880年）
- 1943年 - 吉川潔、日本海軍の少将（* 1900年）
- 1944年 - ケネソー・マウンテン・ランディス、MLBコミッショナー（* 1866年）
- 1946年 - 堀切善兵衛、政治家、元衆議院議長（* 1882年）
- 1950年 - ヨハネス・ヴィルヘルム・イェンセン、小説家（* 1873年）
- 1950年 - グスターフ・ラムステッド、言語学者（* 1873年）
- 1950年 - 毛岸英、軍人（* 1922年）
- 1956年 - アレクサンドル・ドヴジェンコ、映画監督（* 1894年）
- 1958年 - チャールズ・ケタリング、技術者（* 1876年）
- 1959年 - 高島象山、易者（* 1886年）
- 1959年 - ジャン・グレミヨン、映画監督（* 1902年）
- 1965年 - マイラ・ヘス、ピアニスト（* 1890年）
- 1967年 - オシップ・ザッキン、彫刻家、画家（* 1890年）
- 1968年 - アプトン・シンクレア、作家（* 1878年）
- 1970年 - 木村庄之助 (21代)、大相撲立行司（* 1889年）
- 1970年 - 三島由紀夫、小説家、劇作家（* 1925年）
- 1970年 - 森田必勝、政治活動家（* 1945年）
- 1972年 - アンリ・コアンダ、発明家、航空力学者（* 1886年）
- 1972年 - ハンス・シャロウン、建築家（* 1893年）
- 1973年 - ローレンス・ハーヴェイ、俳優、映画監督（* 1928年）
- 1974年 - ウ・タント、第3代国連事務総長（* 1909年）
- 1974年 - ニック・ドレイク、シンガーソングライター（* 1948年）
- 1980年 - 荒舩清十郎、政治家（* 1907年）
- 1981年 - モリス・カークシー、陸上競技選手（* 1895年）
- 1982年 - ヒュー・ハーマン、アニメーター（* 1903年）
- 1983年 - ロッテ・アイスナー、映画評論家（* 1896年）
- 1991年 - エレノア・オードリー、女優（* 1905年）
- 1993年 - 芳村五郎治 (2代目)、長唄唄方（* 1901年）
- 1993年 - 片田謙二、プロ野球選手（* 1936年）
- 1994年 - 坂本文次郎、プロ野球選手（* 1926年）
- 1995年 - 田中千禾夫、劇作家（* 1905年）
- 1997年 - ヘイスティングズ・カムズ・バンダ、政治家、初代マラウイ大統領（* 1898年）
- 1997年 - 小津正次郎、実業家（* 1915年）
- 1997年 - フェントン・ロビンソン、ブルース・ギタリスト、歌手（* 1935年）
- 1998年 - 大塚末子、ファッションデザイナー（* 1902年）
- 1998年 - ネルソン・グッドマン、哲学者（* 1906年）
- 1999年 - ピエール・ベジェ、コンピューターグラフィックス技術者、工学者（* 1910年）
- 2002年 - ユージン・ロストウ、法学者（* 1913年）
- 2002年 - 北田光男、実業家、ベスト電器創業者（* 1914年）
- 2005年 - 志賀淑雄、海軍軍人（* 1914年）
- 2005年 - ジョージ・ベスト、サッカー選手（* 1946年）
- 2005年 - リチャード・バーンズ、ラリードライバー（* 1971年）
- 2007年 - ケヴィン・ダブロウ、ミュージシャン（クワイエット・ライオット）（* 1955年）
- 2009年 - 青木やよひ、ノンフィクション作家（* 1927年）
- 2009年 - ジョルジョ1世、自称セボルガ公国元首（* 1936年）
- 2010年 - 星野勘太郎、元プロレスラー、プロレス結社魔界倶楽部総裁（* 1943年）
- 2011年 - 西本幸雄、プロ野球選手、プロ野球監督（* 1920年）
- 2011年 - 村田正夫、詩人、評論家（* 1932年）
- 2012年 - シメオン・テン・ホルト、作曲家（* 1923年）
- 2012年 - ラース・ヘルマンダー、数学者（* 1931年）
- 2012年 - 斎藤光正、映画監督（* 1932年）
- 2012年 - 高木喬、プロ野球選手（* 1940年）
- 2012年 - 山田英介、政治家、衆議院議員（* 1945年）
- 2013年 - チコ・ハミルトン、ジャズドラマー（* 1921年）
- 2013年 - 堤清二（辻井喬）、実業家、小説家、詩人（* 1927年）
- 2013年 - 来宮良子、声優（* 1931年）
- 2013年 - ビル・フォルケス、サッカー選手、指導者（* 1932年）
- 2013年 - 津島利章、作曲家（* 1936年）
- 2014年 - 國弘正雄、政治家、文化人類学者、同時通訳者（* 1930年）
- 2015年 - 白川澄子、声優（* 1935年）
- 2015年 - オニール・ベル、プロボクサー、元世界三団体統一世界クルーザー級王者（* 1974年）
- 2016年 - フィデル・カストロ、革命家、キューバ首相（* 1926年）
- 2016年 - デイヴィッド・ハミルトン、写真家、映画監督（* 1933年）
- 2017年 - ランス・ハワード、俳優（* 1928年）
- 2017年 - ジュリオ・オスカー・メチョソ、俳優（* 1955年）
- 2018年 - 中川晴之助、テレビディレクター（* 1931年）
- 2018年 - ニナ・ベイリナ、ヴァイオリニスト（* 1931年）
- 2018年 - 宮崎晃、映画監督、脚本家（* 1934年）
- 2018年 - 前田憲男、ジャズピアニスト、作曲家、編曲家、指揮者（* 1934年）
- 2018年 - 長谷邦夫、漫画家、漫画評論家（* 1937年）
- 2018年 - グロリア・カッツ、脚本家、映画プロデューサー（* 1942年）
- 2018年 - 山本優、脚本家、作詞家（* 1946年）
- 2018年 - 加藤幸雄、心理学者、臨床心理士、元日本福祉大学学長、同大学名誉教授（* 1947年）
- 2019年 - 小林伸明、ビリヤード選手（* 1942年）
- 2020年 - カミラ・ウィックス、ヴァイオリニスト（* 1928年）
- 2020年 - ジェームズ・ウォルフェンソン、経済学者、第9代世界銀行総裁（* 1933年）
- 2020年 - 大石司朗、実業家、元静岡ガス社長（* 1935年）
- 2020年 - ディエゴ・マラドーナ、元サッカー選手、指導者（* 1960年）
- 2021年 - 今井賢一、経営学者、スタンフォード大学名誉シニアフェロー、一橋大学名誉教授（* 1931年）
- 2022年 - アイリーン・キャラ、ソングライター、女優（* 1959年）
- 2023年 - 中森愛、漫画家（* 1956年）
- 2023年 - 太田純、実業家、三井住友フィナンシャルグループ社長、元経団連副会長（* 1958年）

### 人物以外（動物など）
- 2009年 - ハッチ、須坂市動物園を再起させたアカカンガルー（* 2000年）

## 記念日・年中行事
- 女性に対する暴力撤廃の国際デー
  - 1999年12月17日の国連総会で制定された国際デー。
- 独立記念日（ スリナム）
  - 1975年のこの日、スリナムがオランダから独立した。
- 教師の日（ インドネシア）
  - インドネシア教師協会が発足した日。
- OLの日（ 日本）
  - 1963年、初めて「OL」(Office Lady) という言葉が女性週刊誌「女性自身」11月25日号に載ったことに由来。働く女性の異業種間交流サークル「OLネットワークシステム」が1994年に制定。
- 憂国忌（ 日本）
  - 作家・三島由紀夫の忌日。三島の小説作品『憂国』にちなんで付けられた。
- ハイビジョンの日（ 日本）
  - ハイビジョンの走査線の数が1125本であることにちなみ、1987年に郵政省（現総務省）とNHKが制定。この日とは別に、9月16日が通商産業省（現経済産業省）の制定した「ハイビジョンの日」となっている。